# Нью-Йоркская публичная библиотека
Нью-Йоркская публичная библиотека (англ. The New York Public Library, NYPL) — одна из крупнейших библиотек мира. Кроме того, одна из крупнейших научных библиотечных систем в мире. Является частной некоммерческой организацией с публичной миссией и пользуется как частным, так и государственным финансированием.
Историк Дэвид Маккалоу назвал Нью-Йоркскую публичную библиотеку одной из важнейших библиотек Соединённых Штатов Америки (кроме неё в эту пятёрку входят Библиотека Конгресса, Бостонская общественная библиотека и университетские библиотеки Гарварда и Йельского университета).
Филиалы Нью-Йоркской публичной библиотеки находятся в Манхэттене, Бронксе и Статен-Айленде. Как утверждает Американская библиотечная ассоциация, среди этих филиалов — двадцать шестая по величине библиотека Соединённых Штатов. Другие два района Нью-Йорка, Бруклин и Квинс, обслуживают Бруклинская публичная библиотека и Библиотека Куинса соответственно. Обе эти библиотеки основаны ещё до объединения Нью-Йорка.
В настоящее время Нью-Йоркская публичная библиотека включает 87 подразделений: четыре научных библиотеки без выдачи книг на дом, четыре главных библиотеки с абонементной выдачей, библиотеку для людей с ограниченными возможностями и 77 районных филиалов. Пользование всеми библиотеками системы NYPL бесплатное для всех желающих. В 2008 году фонды системы содержали 44 160 825 позиций (книг, видеозаписей, карт и т. д.), из которых книг 15 985 192. В филиалах хранилось 7 565 579 позиций, из которых 4 416 812 — книги. В 2009 году 44 356 334 позиций в основной коллекции и 8 708 869 в филиалах. В общей сложности фонды системы содержат более 50 млн позиций, из которых более 20 млн составляют книги. Таким образом, по размерам фондов Нью-Йоркская публичная библиотека уступает только Библиотеке Конгресса и Британской библиотеке.

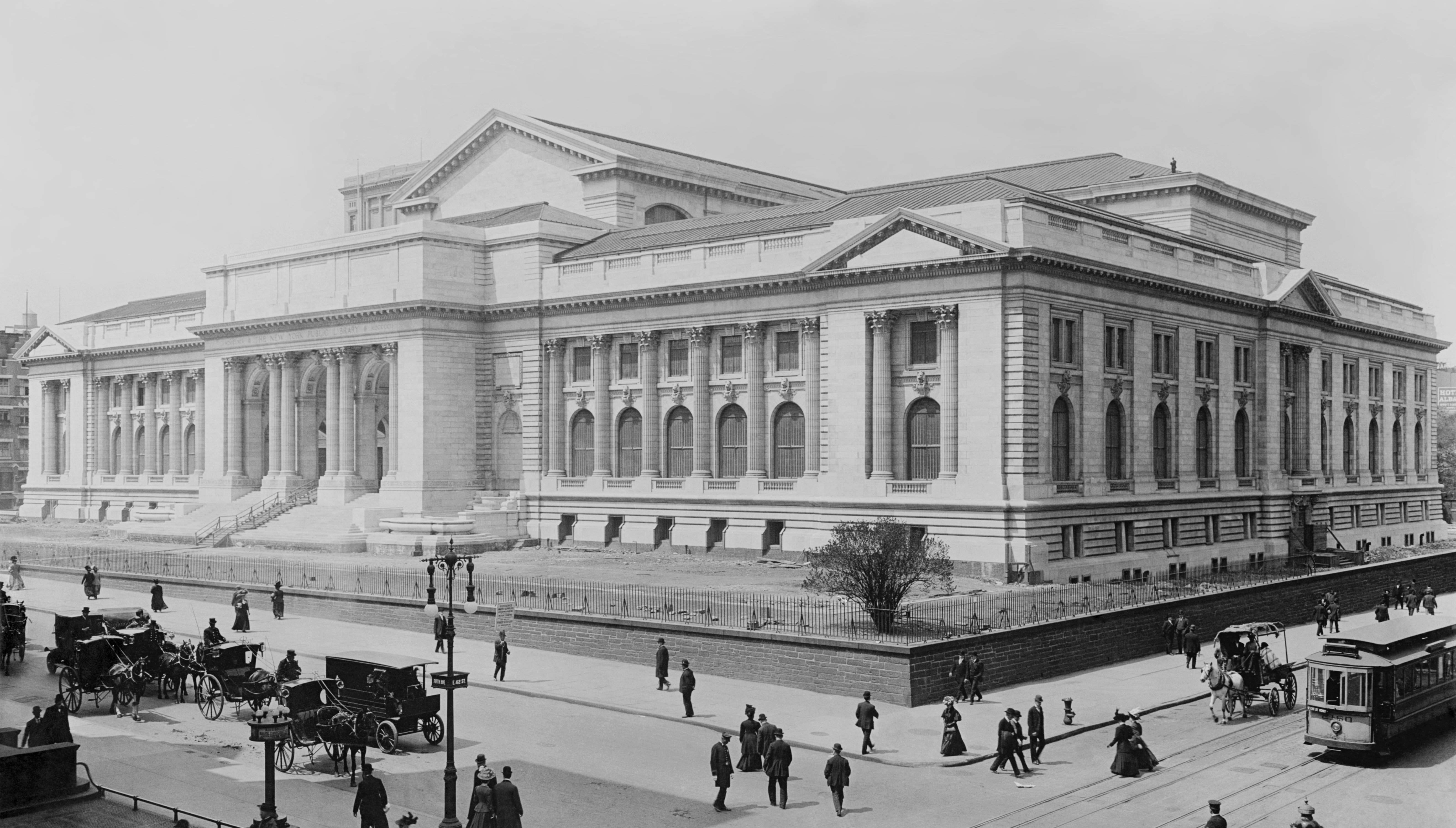
Главное здание Нью-Йоркской публичной библиотеки на поздней стадии строительства (1908), статуи львов у входа ещё не установлены

## История
Одним из первых меценатов библиотеки выступил губернатор Нью-Йорка, кандидат в президенты Сэмюэл Джонс Тилден, оставивший основную часть своего наследства (около 2,4 млн долларов) на «основание и содержание бесплатной библиотеки и читального зала в городе Нью-Йорке». К моменту смерти Тилдена (в 1886 году) в Нью-Йорке уже существовали две важные библиотеки: Библиотека Астора (справочная, без абонемента) и Библиотека Ленокса.
Другим жертвователем в пользу библиотеки стал богатый нью-йоркский купец Роберт Уоттс, сын политика Джона Уоттса.

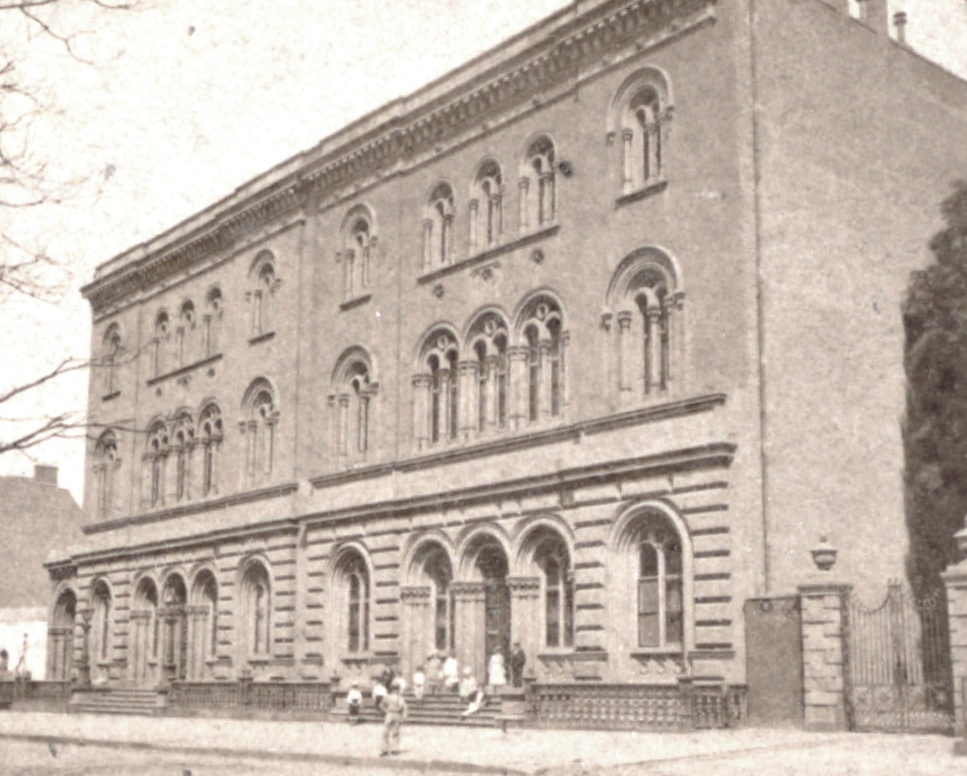
Библиотека Астора

Библиотека Астора располагалась в Ист-Виллидж, в здании, в котором в наши дни находится Публичный театр. Здание было построено в 1854 году Уильямом Бекхаусом Астором старшим (см. Асторы), сыном основателя библиотеки Джона Джейкоба Астора. Архитектор Александр Зельтцер, немец по происхождению, спроектировал здание в кругло-арочном стиле (нем. Rundbogenstil), преобладавшем в то время в немецком гражданском строительстве. Астор также финансировал дальнейшее расширение здания по проектам Гриффита Томаса (1859) и Томаса Стента (1881). Обе пристройки спроектированы так близко к оригиналу Зельтцера, что, как правило, остаётся незаметным, что здание построено в три этапа. В 1920 году здание приобрело ХИАС. К 1965 году здание осталось без использования, и планировался его снос. Публичный театр (тогда носивший название New York Shakespeare Festival) убедил городские власти приобрести здание и использовать его в качестве театра. Перестройку здания в новое качество провёл архитектор Джорджио Кавальери.
Другая из главных нью-йоркских библиотек была основана Джеймсом Леноксом, и основную её часть составляла обширная коллекция редких книг (среди которых первый в Новом свете экземпляр библии Гутенберга), манускриптов и культурно-исторических экспонатов. Библиотека Ленокса была предназначена в первую очередь для библиофилов и учёных-гуманитариев. Хотя пользование библиотекой было бесплатным, посетителям все же выдавались входные билеты (такие же, какие выдаются в наши дни в Британской библиотеке.

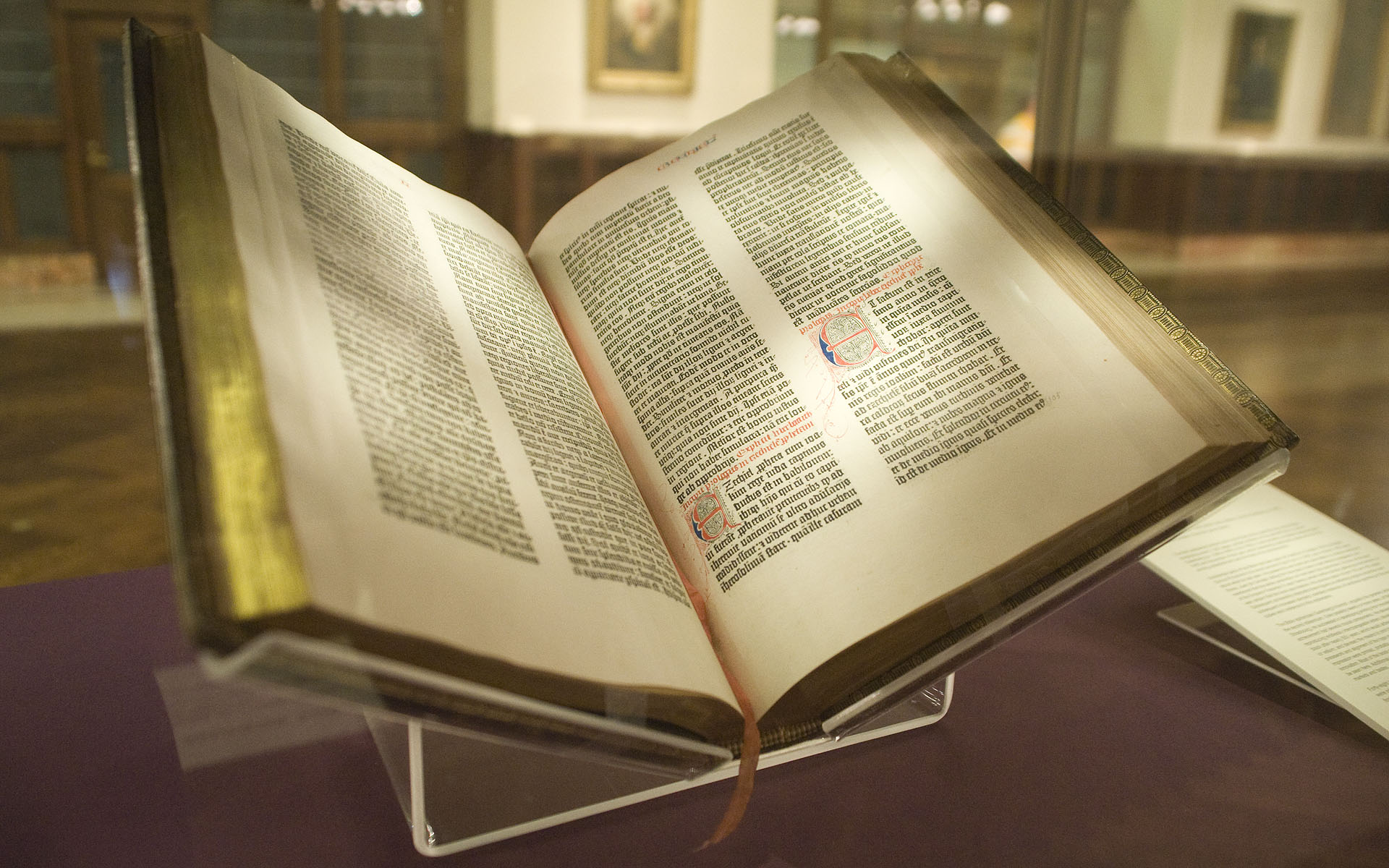
Экземпляр Библии Гутенберга, принадлежавший Джеймсу Леноксу, в Нью-Йоркской публичной библиотеке

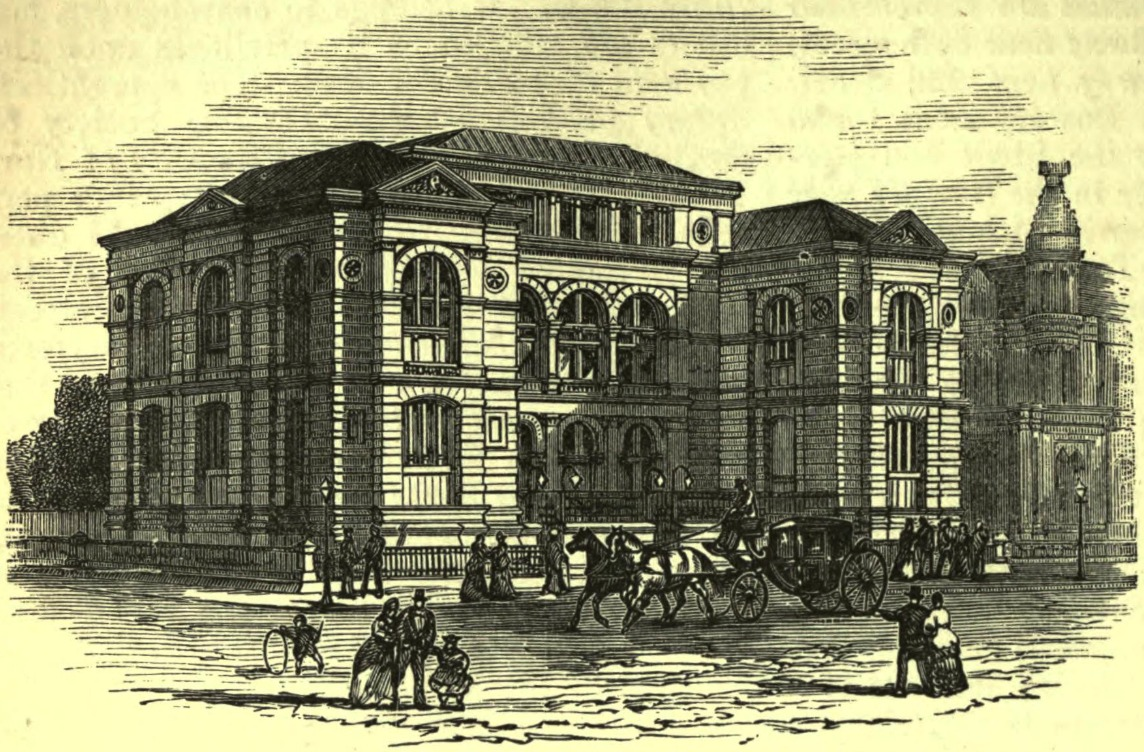
Библиотека Ленокса. 1879. Гравюра

Таким образом, хотя к 1866 году в Нью-Йорке уже было две хорошие библиотеки, открытые для общественности, ни одну из них нельзя было назвать публичным учреждением в том смысле, который вкладывал в это понятие Тилден. Тем не менее, замысел Тилдена вскоре оказался исполнен, и благодаря не только его щедрому наследству, но и удачному выбору душеприказчика.
К 1892 году и Библиотека Астора, и Библиотека Ленокса столкнулись с финансовыми трудностями. Воспользовавшись стечением обстоятельств, нью-йоркский адвокат Джон Бигелоу, исполнитель завещания Тилдена, выдвинул план объединения ресурсов двух библиотек с использованием наследства Тилдена. Бигелоу предложил название «Нью-Йоркская публичная библиотека, фонды: Астор, Ленокс и Тилден» (англ. The New York Public Library, Astor, Lenox and Tilden Foundations). Проект Бигелоу был принят 23 мая 1895 года и в дальнейшем получил положительные отзывы как пример частной филантропии на благо общества.
В феврале 1901 года вновь основанная библиотека объединилась с Нью-Йоркской библиотекой свободного обращения, и филантроп Эндрю Карнеги пожертвовал 5,2 млн долларов на строительство филиалов, с условием, что они окажутся под управлением городских властей. Позже в том же году Нью-Йоркская публичная библиотека заключила с муниципалитетом договор об открытии 39 филиалов в Бронксе, Манхэттене и Статен-Айленде.
В отличие от большинства других крупных библиотек, например Библиотеки Конгресса, Нью-Йоркская публичная библиотека создана не по правительственному распоряжению. С первых дней существования библиотеки и по нынешнее время существует традиция тесного сотрудничества городского управления и частной благотворительности. По данным 2010 года научные библиотеки, входящие в её систему, получают значительные взносы из частных источников, а районные филиалы финансируются преимущественно из правительственных фондов. До 2009 года научные библиотеки и районные филиалы действовали почти как раздельные библиотечные системы, но в дальнейшем произошло объединение. К началу 2010 года, частично за счёт идущих процессов объединения, штат библиотеки был сокращён примерно на 16 %.
В 2010 году в рамках программы объединения Нью-Йоркская публичная библиотека перенесла различные офисные операции в новое здание Центра библиотечных услуг, расположенного в Лонг-Айленд-Сити. На ремонт здания, в котором раньше находился склад, ушло 50 млн долларов. В подвале установлена машина для сортировки книг с использованием штрихкодов (стоимостью 2,3 млн долларов). По утверждениям работников, машина, в длину составляющая около двух третей футбольного поля, является крупнейшей в мире из подобных машин. Книги, находящиеся в одном подразделении, но затребованные в другом, проходят через сортировочную машину, что сокращает ожидание для читателя по меньшей мере на день. Машина и 14 сотрудников библиотеки могут сортировать до 7500 книг в час (125 в минуту).
На первом этаже Центра расположено бюро заказов и каталогов. На втором — отдел цифровых изображений (ранее располагался в главном здании библиотеки) и отдел манускриптов и архивов, где для обеспечения сохранности фонда поддерживается пониженная температура воздуха. На третьем этаже находится отдел Барбары Голдсмит, где на 2010 год работает 10 человек (при официальном штате в 30).

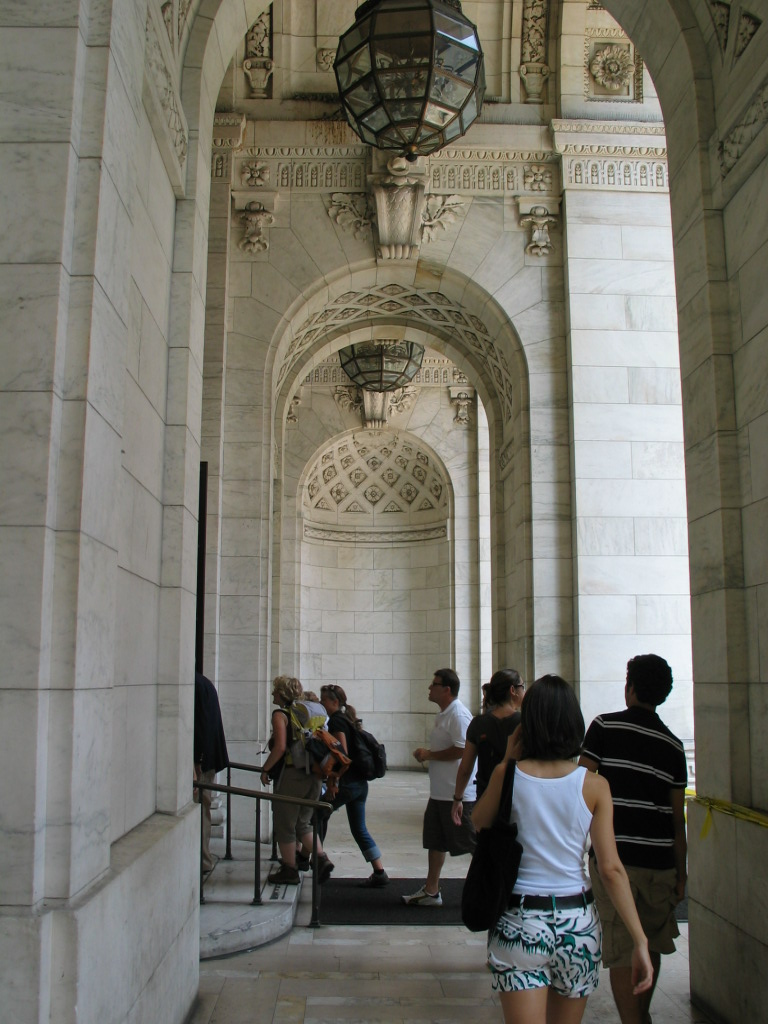
Вид на входную галерею, выполненную в классическом стиле

### Главное здание
Для создания впечатляющего главного здания организаторы библиотеки выбрали возвышенное место в центральной части города (между пересечениями Пятой авеню с 40-й и 42-й улицами), в то время занятое неиспользуемым Кротонским водохранилищем. Первоначальный проект здания разработал первый директор библиотеки, доктор Джон Шоу Биллингс, но в наше время здание библиотеки чаще называют «постройка Шварцмана» (англ. the Schwarzman Building). В проекте Биллингса семь нижних этажей занимали книгохранилища и специальная система, которая должна была как можно быстрее доставлять книги к читателям, на восьмой этаж, где располагался огромный читальный зал. После конкурса, в котором приняли участие наиболее выдающиеся архитекторы города, заказ на детальную проработку проекта и возведение здания достался относительно малоизвестной фирме «Carrère and Hastings». Окончательный проект заключал в себе крупнейшую мраморную постройку в Соединённых Штатах на то время.
Первый камень в основание здания был заложен в мае 1902 года, однако строительство продвигалось медленно и в итоге обошлось в 9 млн долларов. В 1910 году были установлены более 120 км (75 миль) книжных полок, ещё год ушёл на перевозку книг из библиотек Ленокса и Астора и их размещение на полках.
23 мая 1911 состоялась официальная церемония открытия, которой руководил президент Тафт. На следующий день в новую библиотеку пригласили посетителей. На день открытия в фондах содержалось более 1 млн книг. Заданный уровень исследовательской работы поддерживал в дальнейшем доктор Генри Миллер Линденберг, служивший директором библиотеки в 1934—1941 годах. Нью-Йоркская публичная библиотека сразу же стала одной из крупнейших в стране и составила важную часть интеллектуальной жизни Америки.
Судя по журналам выдачи книг, один из первых посетителей новой библиотеки взял «Нравственные идеалы нашего времени» Н. Я. Грота, книгу, исследующую творчество Льва Толстого и Фридриха Ницше. Читатель заполнил листок-требование в 9:08 утра и получил книгу всего через 6 минут.

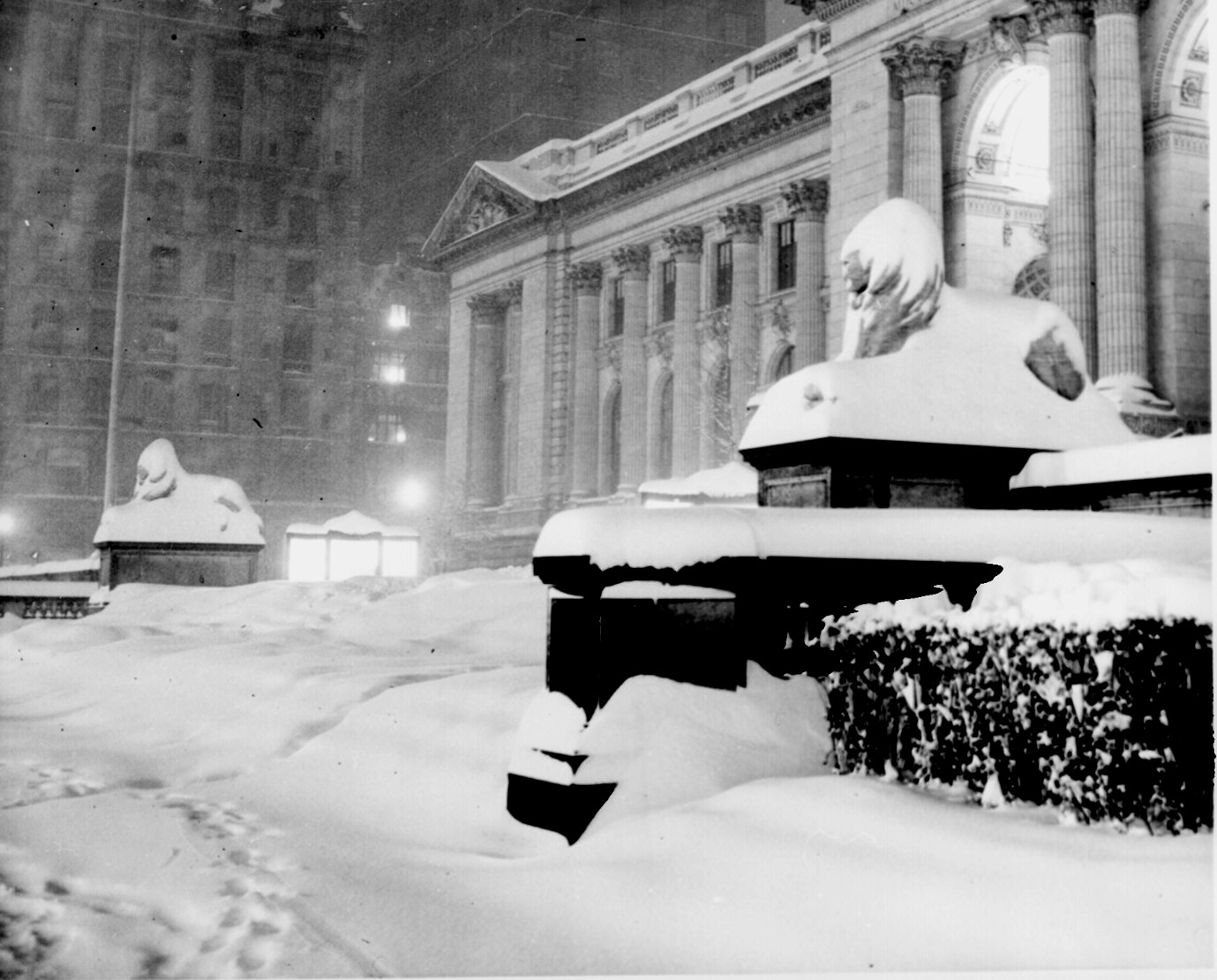
«Терпение» и «Стойкость», статуи «библиотечных львов», после рекордного снегопада в декабре 1948 года

Два знаменитых каменных льва, охраняющих вход, были созданы скульптором Эдвардом Кларком Поттером. Первоначально статуи называли Лео Астор и Лео Ленокс, в честь основателей библиотеки. Затем эти «имена» превратились в «Леди Астор» и «Лорд Ленокс», хотя оба льва — самцы. В 1930 году мэр Нью-Йорка Ла Гардиа дал статуям прозвища «Терпение» и «Стойкость», считая, что эти качества понадобятся жителям города, чтобы преодолеть Великую депрессию. «Терпение» находится на южной стороне (по левую руку, если встать лицом к входу), а «Стойкость» — на северной.
Главный читальный зал Научной библиотеки (комната 315) представляет собой величественное помещение 23,8 м в ширину и 90,5 м в длину, высота потолков в зале составляет 15,8 м. Нижний уровень зала и балкон занимают ряды открытых полок, уставленных тысячами справочников. Высокие окна и тяжёлые люстры дают необходимый свет; большая часть мебели, находящейся в зале — удобные кресла и прочные столы с латунными лампами на них. Уже в наши дни в зале появилось компьютерное оборудование, обеспечивающее доступ к библиотечным коллекциям и Интернету, а также доки для ноутбуков. Отдельные залы посвящены выдающимся авторам и учёным, многие из которых занимались исследованиями в библиотеке.

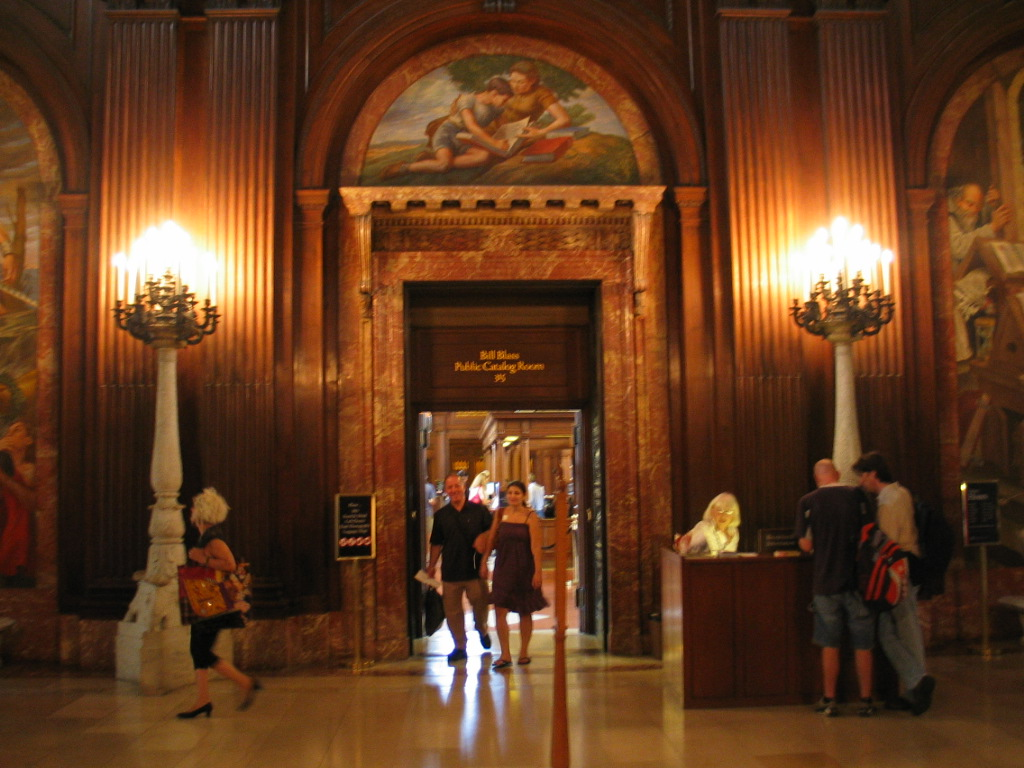
Вход в Зал каталогов

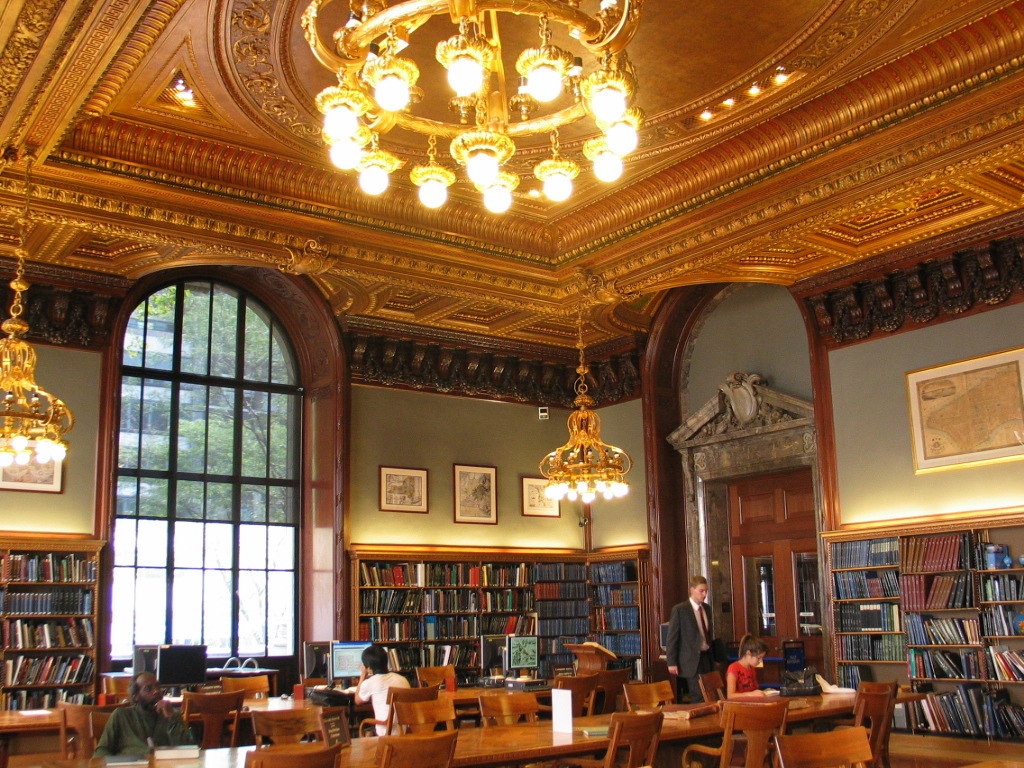
Отдел карт

В 1965 году зданию был присвоен статус национального исторического памятника.
На протяжении десятилетий в системе появлялись новые и новые филиалы, и научная коллекция росла, пока в 1970-х не стало ясно, что фонды библиотеки в конце концов перерастут существующее здание. В 1980-х центральная научная библиотека добавила к уже имевшемуся пространству более 12 тысяч м2 и буквально километры книжных полок — в расчёте на будущие приобретения. Такое расширение потребовало значительной перестройки, и на время земляных работ Брайант-парк, находящийся к западу от здания библиотеки, был закрыт для посещения. Новые библиотечные хранилища находятся ниже уровня земли, и после окончания строительства парк был восстановлен.
17 июля 2007 года всех находившихся в здании библиотеки пришлось срочно эвакуировать, а окрестности оцепила полиция: через дорогу от здания нашли подозрительный свёрток. Позже выяснилось, что в нём была старая одежда.
В течение трёх десятилетий, до 2007 года, интерьер здания постепенно обновлялся.
20 декабря 2007 года было объявлено о запланированной реконструкции внешней отделки здания, пострадавшей от погоды и загрязнения воздуха. На проведение работ отведено 3 года, общая стоимость проекта составляет 50 млн долларов. За проектом наблюдает компания Wiss, Janney, Elstner Associates, которая ранее уже занималась реконструкцией фасадов Метрополитен-музея и гранитной отделки Американского музея естественной истории. Проект реставрации обеспечен пожертвованием Стивена Шварцмана (100 млн долларов), чьё имя будет высечено на основаниях колонн, окружающих входы в здание. Окончание работ запланировано на 2010 год.

### Другие научные подразделения
Даже несмотря на значительное расширение центральной научной библиотеки на 42-й улице, в 1990-х было принято решение перенести часть литературы о науке, технологии и бизнесе в другое место. В качестве такого места выбрали пустовавший универмаг Б. Альтмана на 34-й улице. В 1995, в год столетия со дня основания библиотеки, открылась для посещения Библиотека науки, промышленности и бизнеса (англ. Science, Industry and Business Library, SIBL). Авторы проекта — Gwathmey Siegel & Associates of Manhattan. После открытия филиала на 34-й улице Центральная научная библиотека на 42-й улице была переименована в Библиотеку гуманитарных и общественных наук.
На сегодняшний день в систему научных библиотек Нью-Йоркской публичной библиотеки входят четыре библиотеки с общим фондом около 44 млн книг. Всего (учитывая фонды филиалов) в научных библиотеках хранится порядка 50,6 млн книг. Библиотека гуманитарных и общественных наук на 42-й улице по-прежнему остаётся сердцем системы научных библиотек, однако быстро набирает влияние более молодая Библиотека науки, промышленности и бизнеса, широко использующая современные электронные ресурсы. На сегодняшний день в ней хранится около 2 млн книг и порядка 60 тыс. периодических изданий. Библиотека науки, промышленности и бизнеса является крупнейшей в США библиотекой, посвящённой науке и бизнесу. Другие две научных библиотеки системы — это Шомбургский центр афроамериканских исследований и культуры, расположенный на 135й улице и Ленокс-авеню в Гарлеме, и Нью-Йоркская публичная библиотека исполнительских видов искусства, находящаяся в Линкольн-центре. Помимо справочной литературы, находящейся в читальных залах этих научных библиотек, в Библиотеке науки, промышленности и бизнеса и Библиотеке исполнительских видов искусства книги можно брать на дом, причём научный абонемент находится под управлением филиалов.

### Критика
Сокращение фондов библиотеки и спектра её услуг является постоянным источником критики с 2004 года, когда директором научных библиотек стал Дэвид Ферриеро. Руководство Нью-Йоркской публичной библиотеки поручало фирме Booz Allen Hamilton исследовать состояние дел во вверенной им организации, и Ферриеро назвал полученный отчёт большим шагом «в процессе обновления библиотеки». Впрочем, когда та же фирма представила сходные рекомендации Библиотеке Конгресса, её старший библиотекарь Джеймс Биллингтон отверг их.
Нью-Йоркская публичная библиотека объявила о своём участии в проекте Google Книги, в ходе которого, согласно соглашениям между Google и крупнейшими библиотеками мира, серия книг, находящихся в общественном достоянии, должна быть отсканирована и предоставлена в открытый доступ в режиме онлайн. Переговоры между партнёрами привели к предположениям с обеих сторон о том, как библиотеки могут развиваться в будущем. Согласно условиям соглашения, данные не смогут найти другие поисковые движки, не разрешается также их скачивание и дальнейшее распространение.

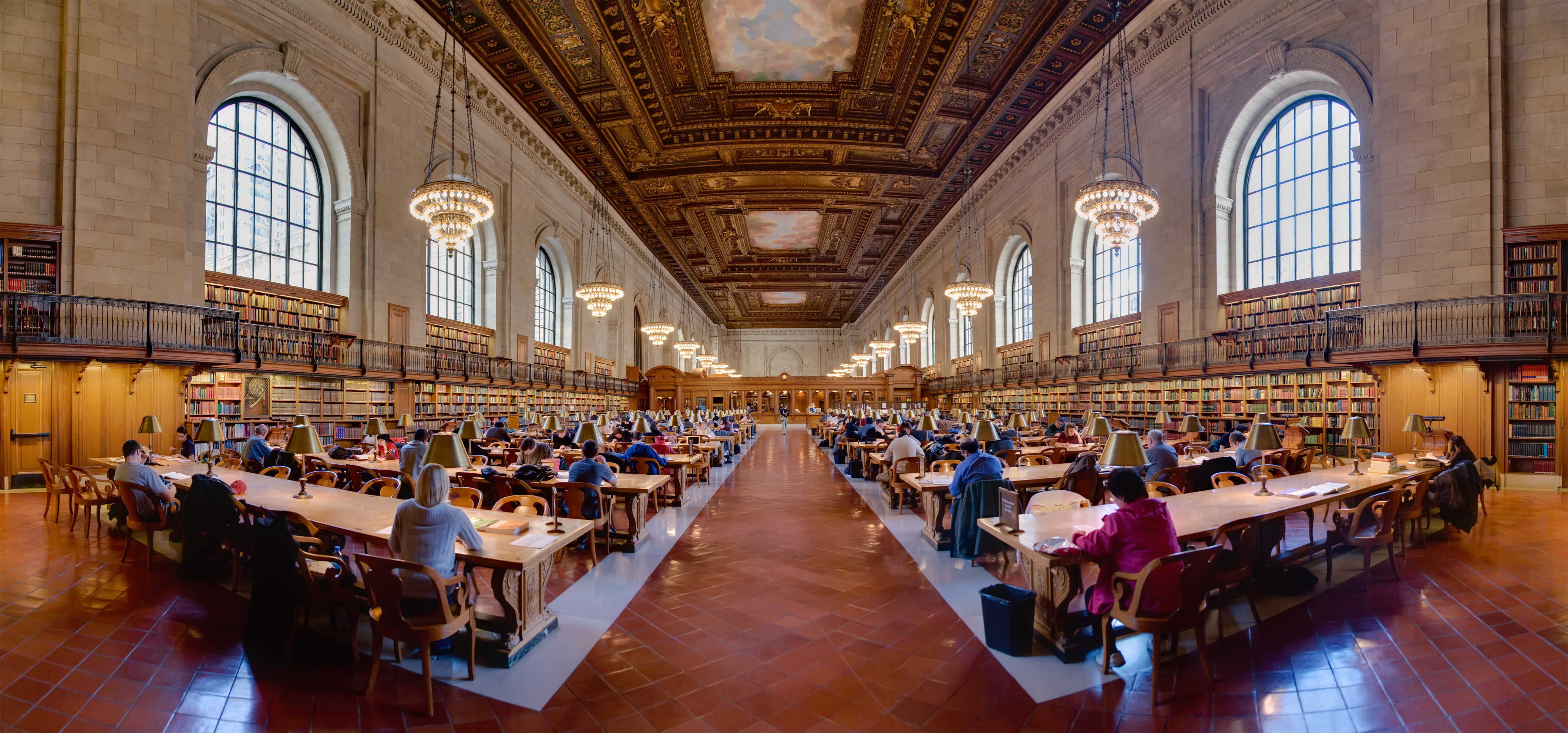
Панорама Главного читального зала, вид на юг

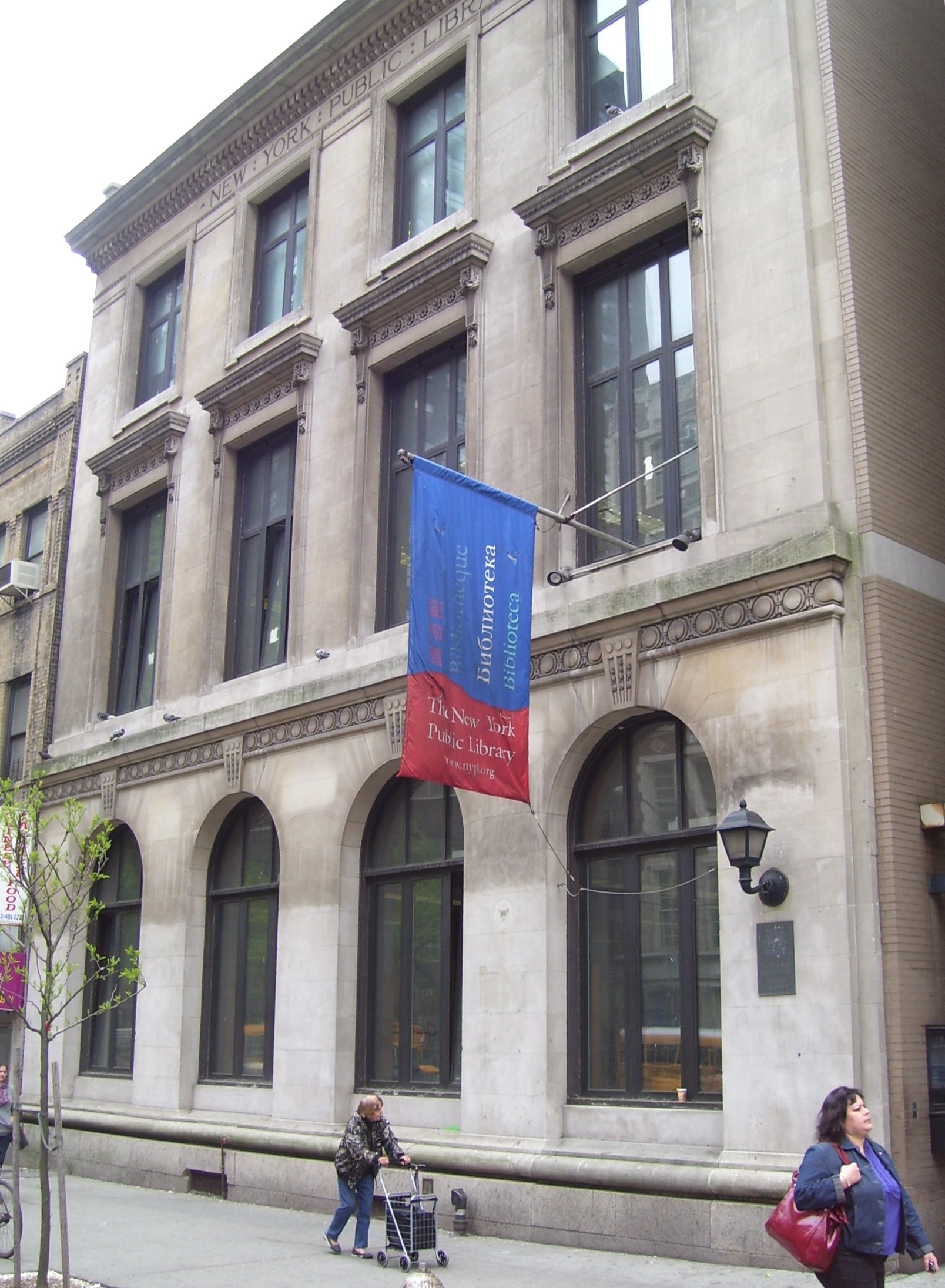
Богоявленский филиал (The Epiphany branch), на Восточной 23-й улице, Манхэттен

## Филиалы
Нью-Йоркская публичная библиотека осуществляет свои обязанности в качестве публичной абонементной библиотеки, управляя филиалами в Бронксе, Манхэттене и Статен-Айленде, среди которых Средне-Манхэттенская библиотека (англ. Mid-Manhattan Library), Библиотека Эндрю Хейскелла (где хранятся книги, отпечатанные шрифтом Брайля и аудиокниги для людей с проблемами зрения), абонементы Библиотеки науки, промышленности и бизнеса и Библиотеки исполнительских видов искусства. Эти абонементы предлагают широкий набор услуг, программ и коллекций, среди которых знаменитая коллекция живописи в Средне-Манхэттенской библиотеке и Библиотечный центр Доннелла.
Из 82 филиалов библиотечной системы 35 находятся в Манхэттене, 34 в Бронксе и 12 в Статен-Айленде.

### Критика
Продажа бывшей Библиотеки Доннелла, получавшей отдельное финансирование, получила свою долю критики. Ликвидация библиотечного центра означала также расформирование коллекций детской, юношеской и иностранной литературы. Медиа-центр Доннелла также прекратил существование, его отдельные части перенесли в другие филиалы.
Руководство библиотеки преподносит эти изменения как путь к новым видам деятельности, но реструктуризация привела к увольнениям некоторых специалистов-библиотекарей с большим стажем работы.

## Службы

### ASK NYPL
С 1968 года важной частью справочной системы Нью-Йоркской публичной библиотеки является Телефонная справочная, хотя в меньших масштабах эта служба начала действовать много раньше. В наше время служба называется ASK NYPL Архивная копия от 18 сентября 2009 на Wayback Machine, работает круглосуточно и даёт ответы по телефону и через Интернет — при помощи чата, электронной почты и через веб-сайт библиотеки. Вопросы можно задавать на испанском и английском.
В 2007 году служба выполнила почти 70 тыс. информационных запросов. Вопросы бывают самыми разными, от серьёзных и жизненно важных (звонок из Нового Орлеана от человека, потерявшего свидетельство о рождении во время урагана Катрина и желавшего узнать, как получить копию свидетельства — в конце концов выяснилось, что он родился в Бруклине) до забавных (писатель, работавший над рассказом, интересовался историей сыра горгонзола). В 1992 году подборка самых необычных и интересных вопросов стала основой книги «Книга ответов: Самые необычные и интересные вопросы, поступавшие в справочную Нью-Йоркской библиотеки», вышедшей в издательстве «Fireside Books». Среди задававших вопросы были газетные репортёры, писатели, знаменитости, учёные, секретари, исполнительные директора — буквально кто угодно.
С 2008 года справочные вопросы принимаются по номеру 917-ASK-NYPL, который легко запомнить. Каждый день, кроме воскресений и праздничных дней, с 9:00 до 18:00 EST любой абонент, вне зависимости от возраста и местонахождения, может набрать 917-275-6975 и задать вопрос. Работники библиотеки не отвечают на вопросы из кроссвордов и викторин, не выполняют домашние задания для детей и не отвечают на философские вопросы.

### Веб-сайт
Сайт Нью-Йоркской публичной библиотеки (www.nypl.org Архивная копия от 3 января 1997 на Wayback Machine) обеспечивает доступ к библиотечным каталогам, онлайн-коллекциям и подписным базам данных, а также содержит информацию о предстоящих событиях в библиотечной системе, выставках, компьютерных курсах и курсах английского как второго языка. Два онлайн-каталога, LEO Архивная копия от 15 декабря 2011 на Wayback Machine (поиск в абонементных фондах) and CATNYP (поиск в фондах научных библиотек), позволяют искать необходимые книги, журналы или другие материалы в фондах библиотеки. Система LEO позволяет владельцам специальных карточек заказывать доставку книг между любыми двумя подразделениями библиотеки.
Нью-Йоркская публичная библиотека также даёт владельцам карточек бесплатный доступ с домашних компьютеров Архивная копия от 25 марта 2009 на Wayback Machine к тысячам современных и исторических журналов, газет, научных журналов и справочников, содержащимся в подписных базах данных, таких как EBSCOhost Архивная копия от 14 февраля 2009 на Wayback Machine, в которой хранятся полные тексты наиболее известных газет, полный текст New York Times Архивная копия от 14 февраля 2009 на Wayback Machine (с 1995 по настоящее время), Gale’s Ready Reference Shelf Архивная копия от 23 ноября 2008 на Wayback Machine, в которой содержится Энциклопедия Ассоциаций и каталоги периодики, Книги в печати Архивная копия от 13 июля 2009 на Wayback Machine и Ulrich’s Periodicals Directory Архивная копия от 14 февраля 2009 на Wayback Machine.
Цифровая галерея Нью-Йоркской публичной библиотеки представляет собой базу данных из более чем 700 тыс. оцифрованных изображений из коллекций библиотеки. Цифровая галерея вошла в число пятидесяти лучших сайтов 2005 года по версии журнала Time (см. 50 Coolest Websites of 2005) и получила звание лучшего научного сайта 2006 года от международной группы музейных работников (см. Best Research Site of 2006 Архивная копия от 27 мая 2011 на Wayback Machine).
Среди других баз данных, доступных только из библиотеки Архивная копия от 8 февраля 2007 на Wayback Machine — журналы Nature, IEEE, Wiley, архивы журнала Wall Street Journal, а также Factiva.

#### Критика
Новый стратегический курс Нью-Йоркской публичной библиотеки, принятый в 2006 году, предполагает слияние районных филиалов и научных библиотек в «единую NYPL». Среди организационных изменений — появление единого онлайн-каталога для всех фондов и новых библиотечных карточек, действующих как в районных филиалах, так и в научных библиотеках.
Несмотря на заверения пресс-служб, процесс обновления онлайн-каталогов и веб-сайта, начавшийся в 2009 году, проходил не слишком гладко: как руководители, так и работники библиотеки время от времени оказывались в замешательстве по поводу того, как работать с новой системой. После первоначального внедрения новой системы вновь последовали ободряющие пресс-релизы, а в районных филиалах и научных библиотеках разместили уведомления об изменениях.

## Библиотечная полиция
Нью-Йоркская публичная библиотека содержит подразделение специальных патрульных, в задачи которых входит поддержание порядка и обеспечение безопасности в различных филиалах библиотеки, а также следователей, наблюдающих за безопасностью библиотечных объектов. Этим должностным лицам разрешено арестовывать нарушителей — в соответствии с уголовным правом штата Нью-Йорк. В то же время некоторые из филиалов библиотеки прибегают к услугам охранных агентств для обеспечения должной безопасности.

## Посвящения
Выдержки из мемуаров и эссе, где упоминается Нью-Йоркская публичная библиотека, вошли в антологию «Reading Rooms» (1991). Среди прочих в книге содержатся воспоминания Альфреда Казина, Генри Миллера и Кейт Саймон.
Декорации, копирующие внешний вид библиотеки, хранятся также в Universal Studios Singapore и Universal Studios Florida.

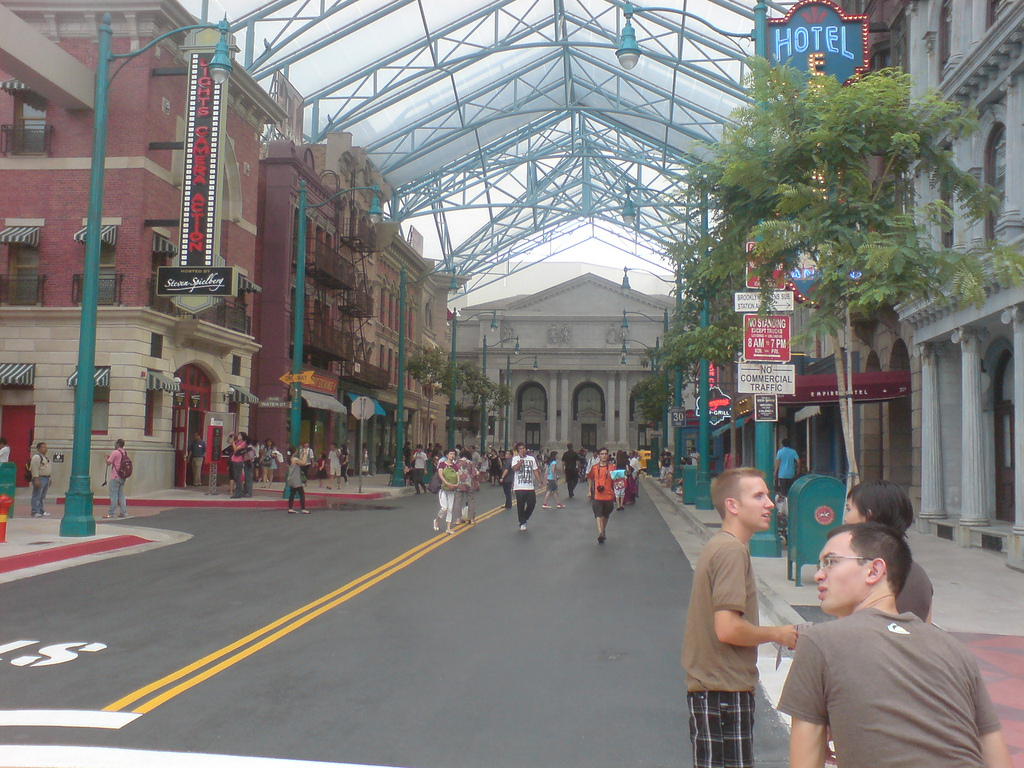
Нью-Йоркская секция в Universal Studios Singapore. «Библиотека» видна на заднем плане

Библиотеке посвящён документальный фильм Фредерика Уайзмана 2017 года «Экслибрис. Нью-Йоркская публичная библиотека».

## Примечания

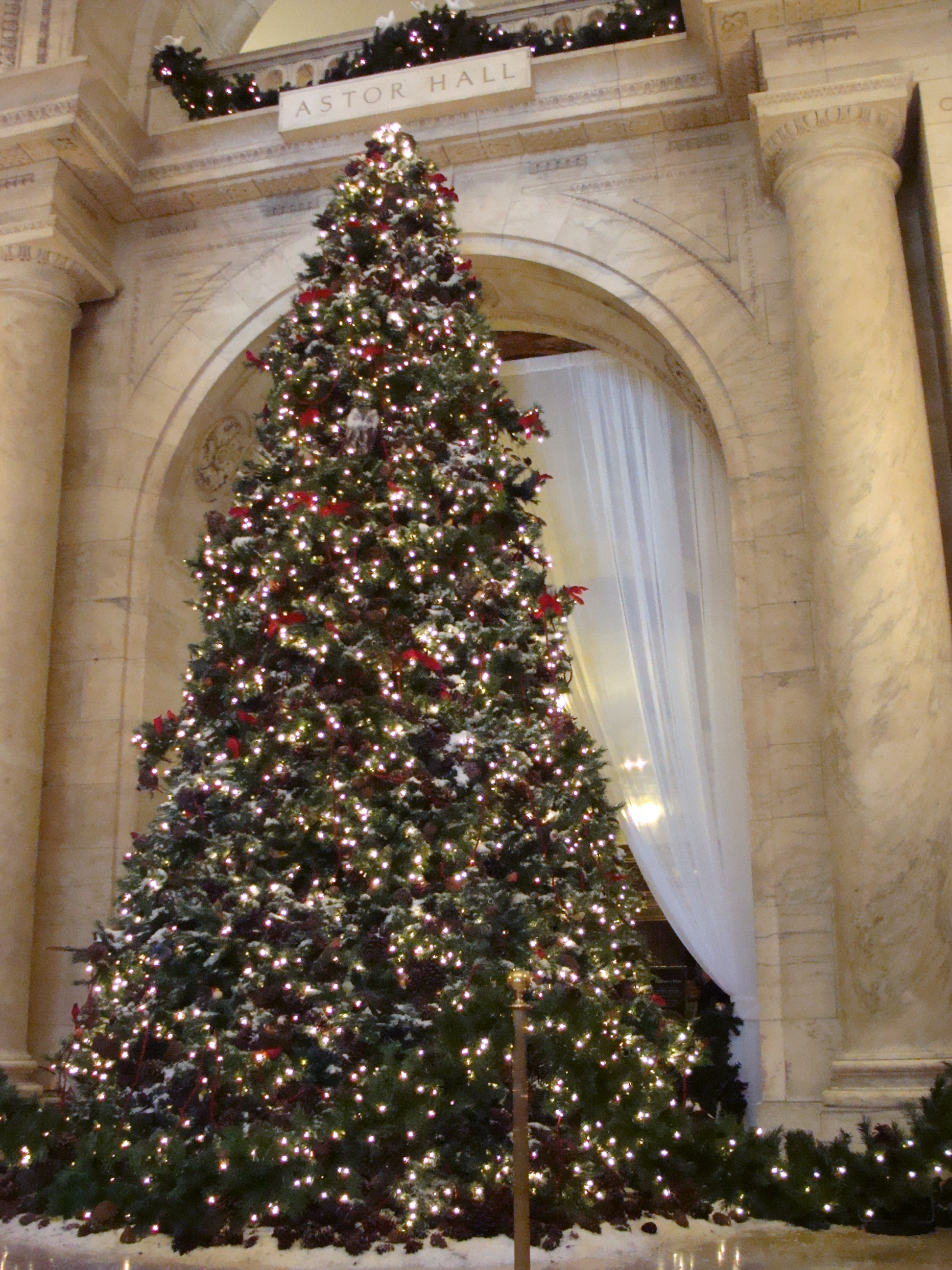
Рождественская ёлка у главного входа в Нью-Йоркскую публичную библиотеку (зал Асторов)

## Другие библиотечные системы Нью-Йорка
Нью-Йоркская публичная библиотека, обслуживающая Манхэттен, Бронкс и Статен-Айленд, является одной из трёх отдельных и независимых библиотечных систем Нью-Йорка. Другие две — Бруклинская публичная библиотека и Библиотека Куинса.
Согласно последнему управленческому отчёту, составленному для мэра города, читатели распределились между библиотечными системами следующим образом: Нью-Йоркскую публичную библиотеку и Бруклинскую публичную библиотеку (всего 143 подразделения) за год посетили 15 млн человек, Публичную библиотеку Квинса (62 подразделения) — 20 млн человек. За 2006 год все три библиотечных системы обслужили 37 млн читателей.
Список частных библиотек Нью-Йорка, некоторые из которых открыты для посещения, содержится в Директории специальных библиотек и информационных центров.